# Bonaire
Bonaire (izgovorjava [boːˈnɛːr(ə)] (); papiamentsko Boneiru, [buˈneiru]) je otok v Zavetrnih Antilih v Karibskem morju. Njegovo glavno mesto je Kralendijk, blizu oceana na zavetrni strani otoka. Aruba, Bonaire in Curaçao tvorijo otoke ABC, 80 km (50 milj) od obale Venezuele. Za razliko od večine karibske regije, otoki ABC ležijo zunaj Aleje orkanov. Otoki imajo suho podnebje, ki privablja obiskovalce, ki iščejo toplo, sončno vreme vse leto. Bonaire je priljubljena destinacija za potapljanje na dah z masko in potapljanje zaradi številnih mest za potapljanje na obali in enostavnega dostopa do obrobnih grebenov otoka.
Dne 1. januarja 2019 je prebivalstvo otoka skupaj štelo 20.104 stalnih prebivalcev. Skupna površina otoka je 288 km²;  je 38,6 km dolg od severa proti jugu in se giblje od 48-8 km širok od vzhoda proti zahodu. Kratkih 800 m zahodno od Bonaira na drugi strani morja je nenaseljen otoček Klein Bonaire s skupno površino 6 km². Klein Bonaire ima nizko rastočo vegetacijo, vključno s kaktusi (Papiamento: kadushi), z redkimi palmami ob vodi in meji na bele peščene plaže in obrobni greben. Grebeni, plaže in rezervati na otokih Bonaire in Klein Bonaire so pod zaščito Nacionalnega morskega parka Bonaire, upravlja pa jih Stichting Nationale Parken Bonaire (STINAPA).
Bonaire je bil del Nizozemskih Antilov do razpada države leta 2010,  ko je otok postal posebna občina (uradno » karibsko javno telo «) znotraj države Nizozemske.  Je ena od treh posebnih občin na Karibih; druga sta Sveti Evstahij in Saba. 80 % prebivalcev Bonaira je nizozemskih državljanov, skoraj 60 % prebivalcev pa je bilo rojenih na nekdanjih Nizozemskih Antilih in Arubi.

## Etimologija
Ime 'Bonaire' naj bi izhajalo iz besede Caquetio ' Bonay ', kar pomeni 'nizka dežela'. Zgodnja španščina in nizozemščina sta spremenila črkovanje v Bojnaj in tudi Bonaire . Francoski vpliv, čeprav je bil prisoten v različnih obdobjih, ni bil nikoli dovolj močan, da bi domnevali, da ime pomeni "dober zrak". Po drugi teoriji naj bi ime izhajalo iz španske besedne zveze »buen aire«, kar pomeni »dober zrak«, saj so bili Španci prvi Evropejci, ki so kolonizirali otok. 

## Zgodovina

### Prvotni prebivalci
Najbolj natančne človeške ostanke na otokih iz leta 4500 pr. n. št. so našli na Curaçau. Indijanci Caquetío, klan, ki ima mesto v jezikovni družini Aravakov, so na otoke prispeli iz Južne Amerike okoli leta 500 našega štetja. Arheološke ostanke kulture Caquetio so našli na nekaterih lokacijah severovzhodno od Kralendijka in blizu zaliva Lac. Skalne slike in kamnorezi Caquetio so ohranjeni v jamah Spelonk, Onima, Ceru Pungi in Ceru Crita-Cabai.  Caquetios so bili očitno zelo visoko ljudstvo, saj je bilo špansko ime za otoke ABC ' las Islas de los Gigantes ' ali 'otoki velikanov'. 

### Špansko obdobje
Leta 1499 je Alonso de Ojeda prispel na Curaçao in na sosednji otok, ki je bil skoraj zagotovo Bonaire.  Ojeda sta spremljala Amerigo Vespucci in Juan de la Cosa. Zemljevid  De La Cose  imenovan Mappa Mundi iz leta 1500 prikazuje Bonaire in ga imenuje Isla do Palo Brasil ali "Otok Brazilskega lesa ".  Španci so se odločili, da so trije otoki ABC neuporabni, ker niso imeli znanih nahajališč kovin, in leta 1515 so Indijance Caquetío deportirali na delo v rudnike bakra Santo Domingo na otoku Hispaniola ; skupno število je bilo morda med 500 in 2000. 
Španija je kolonizirala Bonaire od leta 1499 za obdobje približno enega stoletja. Prav tako eno najstarejših omemb imena otoka najdemo v arhivu glavnega javnega registra mesta Caracas (Venezuela). Dokument z dne 9. decembra 1595 navaja, da je don Francisco Montesinos, kurat in vikar "las Yslas de Curasao, Aruba y Bonaire", podelil pooblastilo Pedru Gutiérrezu de Lugu, rezidentu v Caracasu, da prejema iz kraljeve zakladnice njegovega Katoliškega veličanstva Don Felipe II, plačo, ki mu je ustrezala za njegovo službo duhovnika in vikarja otokov.
Ostanke avtohtonega prebivalstva otoka Bonaire je mogoče videti pri nekaterih sedanjih prebivalcih otoka. Pravzaprav je večina prebivalstva mešanega črno-belega porekla, z manjšino Evropejcev (potomcev Nizozemcev) in Afričanov (potomcev sužnjev).
Leta 1526 je bil Juan Martínez de Ampiés imenovan za španskega poveljnika otokov ABC.  Na Bonaire in Curaçao je vrnil nekaj prvotnih indijanskih prebivalcev Caquetio. Ampiés je uvažal tudi udomačene živali iz Španije, vključno s kravami, osli, kozami, konji, prašiči in ovcami. Španci so menili, da bi Bonaire lahko uporabili za plantaže in rejo goveda, ki bi ga obdelovali domačini. Govedo so redili za kožo in ne za meso. Španski prebivalci so živeli večinoma v mestu Rincon v notranjosti, ki je bilo varno pred piratskimi napadi. 

### Nizozemsko obdobje
Nizozemska zahodnoindijska družba je bila ustanovljena leta 1621. Od leta 1623 so ladje Zahodnoindijske družbe pristale na Bonaireu, da bi dobile meso, vodo in les. Nizozemci so tam zapustili tudi nekaj španskih in portugalskih ujetnikov in ti ljudje so ustanovili mesto Antriol, ki je skrajšano od španskega al interior (slovensko: znotraj). Nizozemci in Španci so se medsebojno bojevali med leti 1568 do 1648 v tako imenovani osemdesetletni vojni. Leta 1633 so se Nizozemci – ko so jim Španci iztrgali otok Sveti Martin – maščevali z napadi na Curaçao, Bonaire in Arubo. Bonaire je bil osvojen marca 1636. Nizozemci so leta 1639 zgradili utrdbo Oranje. 
Medtem ko je Curaçao postal središče trgovine s sužnji, je Bonaire postal plantaža nizozemske zahodnoindijske družbe. Sol je postala glavni izvozni produkt otoka; majhno število afriških sužnjev je bilo danih na delo skupaj z Indijanci in kaznjenci, gojili so barvni les in koruzo ter nabirali sončno sol okoli Blue Pana.  V okolici Rincona in ob solinah še vedno stojijo suženjske četrti, zgrajene v celoti iz kamna in prenizke, da bi človek lahko stal pokonci. Število sužnjev je naraslo v 1710-ih, ko so Nizozemci zaradi lakote in socialnih nemirov na Curaçau preselili veliko število sužnjev na Bonaire.  Zgodovinsko gledano nizozemščina ni bila razširjena na otoku zunaj kolonialne uprave; njena uporaba se je povečala v poznem 19. in zgodnjem 20. stoletju. Učence na Curaçau, Arubi in Bonairu so poučevali pretežno v španščini do konca 18. stoletja, ko so Britanci zavzeli Curaçao, Arubo in Bonaire; poučevanje španščine je bilo obnovljeno, ko se je leta 1815 ponovno vzpostavila nizozemska oblast.
Med Napoleonovimi vojnami je Nizozemska dvakrat izgubila nadzor nad Bonaireom, enkrat od 1800 do 1803 in spet od 1807 do 1816.  V teh intervalih so Britanci nadzorovali sosednji otok Curaçao in Bonaire. Otoki ABC so bili vrnjeni Nizozemski v skladu z anglo-nizozemskim sporazumom iz leta 1814. V času britanske vladavine se je na Bonaire naselilo veliko belih trgovcev, ki so leta 1810 zgradili naselje Playa (Kralendijk).

#### Emancipacija
Od leta 1816 do 1868 je Bonaire ostal vladna plantaža. Leta 1825 je bilo na otoku okoli 300 sužnjev v državni lasti. Postopoma je bilo veliko sužnjev osvobojenih in postali so svobodnjaki z obveznostjo opravljanja nekaterih storitev vladi. Preostali sužnji so bili osvobojeni 30. septembra 1862 v skladu z uredbo o emancipaciji. Skupaj je bilo takrat osvobojenih 607 državnih sužnjev in 151 zasebnih sužnjev. 

#### Druga svetovna vojna
Med nemško okupacijo Nizozemske med drugo svetovno vojno je bil Bonaire protektorat Britanije in ZDA. Ameriška vojska je zgradila letališče Flamingo kot letalsko oporišče. Potem ko je Nemčija 10. maja 1940 napadla Nizozemsko, so oblasti razglasile vojno stanje in številni nemški in avstrijski državljani ter Nizozemci, za katere se domneva, da so simpatizerji Nemčije, so bili internirani v taborišču na Bonairu. Nekateri od teh so v tem taborišču ostali ves čas vojne, drugi pa so bili premeščeni v nova taborišča, ki so bila v prvem letu vojne zgrajena na celini.    Leta 1944 sta princesa Juliana in Eleanor Roosevelt obiskali vojake na Bonairu. 
Bonairski pomorščaki so med drugo svetovno vojno prispevali nadpovprečno veliko. Nemške podmornice so poskušale odpraviti ladijski promet okoli rafinerij Aruba in Curaçao in tako odpraviti znatno proizvodnjo goriva na otoku za zaveznike. V teh bitkah so sodelovale tudi bonairske ladje s posadko. Med številnimi, pogrešanimi po vojni, je bilo 34 Bonaircev, ki so umrli na teh ladjah (več kot na drugih otokih takratne Nizozemske Zahodne Indije). Med sovražnostmi je mesto, kjer zdaj stoji Divi Flamingo Beach Resort & Casino, služilo kot internirano taborišče za Nemce in Avstrijce, ki so živeli na Antilih, predvsem zato, ker jim niso zaupali. Obstajala je bojazen, da bi lahko sabotirali velikanske rafinerije nafte na Arubi in Curaçau, ki so dobavljale parafin zavezniški zračni floti.
Taborišče je delovalo od leta 1940 do 1947. Skupno je bilo v tem času brez sojenja interniranih 461 ljudi, večina popolnoma nedolžnih. Med njimi sta bila Medardo de Marchena in tudi fotograf Fred Fischer, takrat še avstrijski državljan. Mnogi nemški interniranci so pravkar zbežali pred nacističnim nasiljem. Bili pa so tudi nemški vojni ujetniki, nekaj jih je ostalo po vojni. Septembra 1943 je oče Georgea Madura, po katerem je Madurodam dobil ime, prosil kraljico Wilhelmino, naj njegovega sina zamenja za nemške internirance na Bonairu. Vlada prošnji ni ugodila. Po vojni je prazna vojašnica postala prvi hotel Bonaire: Zeebad.

#### Povojno obdobje
Po vojni se je gospodarstvo Bonaireja še naprej razvijalo. Letališče je bilo spremenjeno v civilno uporabo, nekdanje internirano taborišče pa je bilo spremenjeno v prvi hotel na Bonairu. Nizozemec Pierre Schunck je odprl tovarno oblačil, znano kot Schunck's Kledingindustrie Bonaire, delno rešitev za velik presežek žensk na otoku. Leta 1964 je Trans World Radio začel oddajati z Bonaira. Radio Netherlands Worldwide je leta 1969 zgradil dva kratkovalovna oddajnika na Bonairu. Drugi večji hotel (Bonaire Beach Hotel)  je bil dokončan leta 1962. Proizvodnja soli se je nadaljevala leta 1966, ko je soline razširila in posodobila družba Antilles International Salt Company, hčerinska družba družbe International Salt Company. Del objektov sega v Karibsko morje in tvori priljubljeno potapljaško mesto, znano kot Salt Pier.  Naftni terminal Bonaire Petroleum Corporation (BOPEC) so odprli leta 1975 za pretovarjanje nafte. Politično je bil Bonaire del Nizozemskih Antilov od leta 1954 do 2010. Takrat je postal posebna občina znotraj Nizozemske.  Leta 2011 je otok uradno sprejel ameriški dolar kot svojo valuto. 

### Razpad Nizozemskih Antilov
10. oktobra 2010 so bili Nizozemski Antili razpuščeni . Posledično je nizozemska vlada prevzela nalogo javne uprave Karibske Nizozemske ali otokov BES, ki obsegajo Bonaire, Sveti Evstahij in Sabo. Trije otoki so pridobili nov status kot "posebne občine" ( bijzondere gemeenten ), s čimer so postali del same Nizozemske, oblika "javnega telesa" ( openbaar lichaam ), kot je opisano v 134. členu nizozemske ustave. Posebne občine niso del nobene od pokrajin oz. provinc.
Kot posebna občina je Bonaire zelo podoben običajnim nizozemskim občinam, saj ima župana, svetnike in občinski svet ter se upravlja v skladu z večino nizozemskih zakonov. Antilska zakonodaja je ostala v veljavi po 10. oktobru 2010, z izjemo tistih primerov, ko je antilsko pravo nadomestilo občinsko pravo Bonaira. Menili so, da je za otok najbolje, da ne uvede celotne nizozemske zakonodaje naenkrat, saj bi to povzročilo zmedo. Zato se nizozemska zakonodaja uvaja postopoma. Bonaire je ohranil svojo edinstveno kulturo, medtem ko prebivalci uživajo enake pravice kot nizozemski državljani, vključno s pravico do glasovanja na nizozemskih parlamentarnih volitvah na Nizozemskem. Prebivalci imajo tudi dostop do novih ali izboljšanih objektov in državnih ugodnosti, vključno z, vendar ne omejeno na, univerzalno zdravstveno oskrbo; izboljšane zdravstvene ustanove; boljše izobraževalne zmogljivosti z dodatnim usposabljanjem za učitelje, nove metode poučevanja in nove šolske zgradbe; socialna stanovanja za posameznike in družine z nizkimi dohodki; enotno policijsko enoto, gasilsko enoto in reševalno službo s centralno razporejeno enoto.  Čeprav se trije otoki štejejo za ozemlje Nizozemske, niso del Evropske unije, zato zanje ne velja pravo Evropske unije. Štejejo se za čezmorsko deželo in ozemlje.

## Geografija
Bonaire leži približno 80 km ob obali Venezuele na epikontinentalnem pasu Južne Amerike in se zato geološko šteje za del celine.

Ob obali in v notranjosti otoka Bonaire je mogoče videti ogromne količine koralnih okostij. Otok je v bistvu koralni greben, ki je bil geološko potisnjen navzgor in iz morja. Posledica tega je tudi naravni sistem obrobnih grebenov, ki ga vidimo danes, v katerem se koralne formacije začnejo na obali. Nihanja plimovanja so le okoli 550-610 cm, tako da se korale začnejo na črti oseke in nadaljujejo, sledijo podvodni topologiji dna otoka. Na plimovanje otoka Bonaire bolj kot luna vpliva kombinacija vetra in sistemov nizkega/visokega tlaka. 
Severni del otoka je razmeroma gorat, čeprav je njegov najvišji vrh (Brandaris) visok le 240 metrov. Južni del otoka je skoraj raven in se komaj dviga nad morsko gladino. Velik del te južne regije je prekrit z morsko vodo v procesu izhlapevanja za proizvodnjo soli. Na tem območju je tudi zaliv Lac z velikim gozdom mangrov. Obala Bonaire je posejana z lagunami in zalivi, med katerimi je največje jezero Goto na severu. Te lagune in mokrišča so odličen habitat za najrazličnejše obalne ptice. 
Klein Bonaire, majhen otok v zaščitenem zavetrju Bonaira, ima enako geološko zgodovino. Medtem ko ima Bonaire nekaj hribov in razlike v nadmorski višini, je površje Klein Bonaire precej ravno in le nekaj metrov nad plimo. Ker je otok še nerazvit, je sistem obrobnih grebenov, ki obdaja Klein Bonaire, resnično nedotaknjen. Manjši otok je v celoti obkrožen s potapljaškimi mesti. 
Nacionalni park Washington Slagbaai je ekološki rezervat na severni strani otoka.  Znotraj tega rezervata se nahaja gora Brandaris visoka 240 m, ki je najvišja točka Bonaireja, z razgledom čez celoten otok.

### Podnebje
Bonaire ima toplo, suho (čeprav vlažno) in vetrovno podnebje. Povprečna temperatura je 27,5 °C z 1,4 °C sezonska nihanja in 5,6 °C dnevna variacija. Temperatura oceana okoli otoka niha med 26 in 30 °C. Najvišja zabeležena temperatura je 35,8 °C in najnižja 19,8 °C. Skoraj stalni vetrovi pihajo z vzhoda s povprečno hitrostjo 22 km/h. 
Vlažnost je zelo konstantna, v povprečju znaša 76 % in dnevno niha med 85 % in 66 %. Povprečna letna količina padavin je mm, ki se večinoma zgodi od oktobra do januarja.  Bonaire leži zunaj orkanskega pasu, čeprav na vremenske in oceanske razmere občasno vplivajo orkani in tropske nevihte. To polsušno podnebje je ugodno za različne kaktuse in druge puščavske rastline.

### Ekologija
Bonaire obdaja koralni greben, ki je potapljačem dostopen z obale ob zavetrni strani otoka (obrnjena proti zahodu-jugozahodu). Celotna obala otoka je bila leta 1979 razglašena za morsko zatočišče, da bi ohranili in zaščitili občutljiv koralni greben in morsko življenje, ki je odvisno od njega. V grebenu Bonaire živi več kot 350 vrst rib  in šestdeset vrst koral. Boulder Star Coral (Montastraea annularis) je po raziskavi iz leta 2011 najpogostejša korala.  Leta 2011 so biologi na otoku Bonaire odkrili novo vrsto meduz, zelo strupeno bonairsko trakasto meduzo (Tamoya ohboya).
Bonaire slovi tudi po populaciji plamencev in zatočišču za osle. Flaminge privlači slana voda otoških lagun, v kateri živijo kozice, s katerimi se hranijo. Bonaire je dom enega od le štirih gnezdišč za karibske flaminge. Nahaja se v Pekelmeerju na južnem delu otoka, zato človeku ni dovoljen vstop v to zatočišče. V 16. stoletju so Evropejci na Bonaire pripeljali ovce, koze, prašiče, konje in osle, potomci oslov, koz in prašičev pa se danes sprehajajo po otoku.
Bonaire je tudi dom ekološko ranljive rumenopleče amazonske papige, Amazona barbadensis.

### Klein Bonaire
Ob obali Kralendijka leži otok Klein Bonaire. Otok je velik 700 ha, popolnoma raven in pokrit le z manjšim grmičevjem in kaktusi. Na otoku je vsaj 76 vrst rastlin in približno 55 vrst živali. Obdaja ga koralni greben. Plaže na severni in zahodni strani so najpomembnejša mesta za gnezdenje morskih želv. Na otoku je tudi več solin oziroma slanih jezer. Tam se hranijo rdeči flamingi; Bonaire ima eno največjih populacij plamencev na svetu. Zaradi tega in zaradi neokrnjenih koralnih grebenov in plaž, kjer gnezdijo morske želve, je otok zaščiten kot mokrišče mednarodnega pomena z Ramsarsko konvencijo. Z rastjo potapljaškega turizma na Bonaireju so razvijalci projekta želeli zgraditi hotele na Klein Bonaireju. Tik pred prelomom stoletja je otok kupilo in zavarovalo otoško ozemlje Bonaire s pomočjo Nizozemske, Svetovnega sklada za naravo in drugih naravovarstvenikov. Od leta 2001 je Klein Bonaire zakonsko zaščiten naravni rezervat. Otok je dostopen z ladjo za potapljače, potapljače in enodnevne izletnike.

## Gospodarstvo

### Turizem
Gospodarstvo Bonairea temelji predvsem na turizmu, ki izkorišča toplo, suho podnebje in naravno okolje. Otok je primeren za potapljače, saj so okoliški koralni grebeni dobro ohranjeni in lahko dostopni z obale. Bonaire je že vrsto let splošno priznan v potapljaški skupnosti kot ena najboljših svetovnih potapljaških destinacij na obali.
Morski park Bonaire ponuja skupno 86 imenovanih potapljaških mest in je dom več kot 57 vrst mehkih in kamnitih koral ter več kot 350 zabeleženih vrst rib. Večina letovišč in hotelov ima na kraju samem potapljaško trgovino, druga prenočišča pa so povezana s potapljaško dejavnostjo. Na registrskih tablicah je logotip Diver's Paradise (v angleščini).

### Valuta
Leta 2011 so otoki BES zamenjali svojo valuto, gulden Nizozemskih Antilov ( ISO 4217 : ANG, simbol: ƒ), z ameriškim dolarjem, namesto da bi ga nadomestili z evrom, ki se uporablja v evropski Nizozemski. Odločitev je temeljila predvsem na potrebah po turizmu in trgovini. Večina držav in ozemelj v Karibih uporablja dolar kot svojo valuto ali pa ima valuto, povezano z dolarjem, kot zakonito plačilno sredstvo. Gulden je bil desetletja vezan na ameriški dolar z menjalnim tečajem ƒ1,79 = 1,00 USD. Uvedba dolarja je odpravila sistem plačil v dveh valutah in devizne stroške.  Gulden je ostal v uporabi v Curaçau in Svetem Martinu .

### Davki
Ločeni davčni režimi za Bonaire, Sv. Evstahij in Sabo predstavljajo večje tveganje dvojne obdavčitve ali dvojne oprostitve davkov. Da bi zmanjšali tveganje, sta bila predstavljena dva načrta. En načrt preprečuje dvojno obdavčevanje med Nizozemsko (Evropo) in otoki BES, drugi pa preprečuje dvojno obdavčenje med otoki BES in tretjimi državami. Nova ureditev bo ustvarila skupni letni davčni prihodek, ocenjen na 52 USD milijonov, kar je enako trenutnim davčnim prihodkom na treh otokih. Skupno prebivalstvo treh otokov je približno 20.000, od tega jih je približno polovica davkoplačevalcev. 

### Pridelava soli
Z uporabo naravne nizko ležeče geografije in tradicionalne nizozemske zasnove nasipov je bil velik del južne polovice Bonaira spremenjen v ogromen sistem ribnikov in bazenov, ki izhlapevajo morsko vodo za proizvodnjo soli. Sončne soline Bonaire, ki jih trenutno upravlja Cargill, proizvedejo 400.000 ton industrijske soli na leto. Po zbiranju se sol nato opere in shrani v pilote v obliki piramide, visoke približno 50 čevljev, od katerih vsak vsebuje približno 10.000 metričnih ton 99,6-odstotne čistosti soli.  Solarna ima lasten pomol, kjer se ladje natovorijo s soljo, namenjeno severnoameriškim, evropskim in zahodno pacifiškim trgom. Bonairska sol se uporablja predvsem v industriji.
Veliki kondenzacijski bazeni, imenovani Pekelmeer, ki obdajajo kristalizacijske bazene, so naravni habitat za številne vrste morskih kozic, ki nato hranijo jate stotin rožnatih flamingov in drugih ptic selivk. To je zavetišče flamingov na otoku Bonaire.
Letališče je opremljeno z gasilskim domom, kontrolnim stolpom in hangarjem. V teku so načrti za spremembe sedanjih letaliških objektov, vzletno-pristajalne steze in gasilskega doma.

## Naselja
Dve mesti na otoku sta Kralendijk (glavno mesto) in Rincon. Kralendijk ima številna predmestja/soseske, čeprav na otoku s tako majhno populacijo razlika ni vedno jasna.
Mesto Kralendijk je rezultat združitve petih vasi: Antriol (Entrejol), Nikiboko, Noord Saliña, Playa in Tera Kora. Mesto Rincon je edino drugo mesto.
Labra, Ishiri, Kokorobi, Jan Doran, Vlijt, Rigot, Porto Spano in Kunchi je bilo več manjših mest, ki so obstajala v nacionalnem parku, a so bila pozneje opuščena.

## Demografija
Prebivalstvo je ocenjeno na 20.104 leta 2019. Večina njegovih prebivalcev je afriškega porekla ali mešane rase, produkt evropskih in afriških zakonskih zvez, za katere se pogosto uporablja izraz "mulat". Vendar ima velik del prebivalstva različne izvore, med drugim tudi Nizozemsko, Dominikansko republiko, Venezuelo, Kolumbijo, Surinam in Združene države Amerike.

### Glavna središča prebivalstva
- Kralendijk s skupno 10.620 prebivalci. [39]
- Playa (središče Kralendijka) z 2.571 prebivalci [39]
- Tera Kora s 1.568 prebivalci [39]
- Nikiboko s 3.058 prebivalci [39]
- Antriol s 3.811 prebivalci [39]
- Nort di Saliña z 1.217 prebivalci [39]
- Rincon s 1.875 prebivalci [39]

### Vera
Bonaire je pretežno rimokatoliški (68 %), obstajajo pa tudi protestantske manjšine.  Kot na preostalem delu nekdanjih Nizozemskih Antilov je tudi na Bonairu prevladujoča vera krščanstvo, pri čemer je še posebej pomembna katoliška cerkev. Čeprav je otok prešel iz oblasti katoliške Španije v protestantsko Nizozemsko, je katolicizem ostal glavna otoška vera. Cerkveno so cerkve na Bonairu odvisne od katoliške škofije Willemstad na sosednjem otoku Curaçao.
Religija na Bonaire (2014):
Bonaire ima tudi islamski center in judovsko skupnost. 

### Jeziki
Ker je Bonaire del Nizozemske, je nizozemščina uradni jezik in edini jezik za vse administrativne in pravne zadeve.  Vendar pa je leta 2017 glavni jezik le 15 % prebivalstva — približno dve tretjini uporabljata kreolski jezik Papiamento kot glavni jezik. 
Po popisu leta 2001 je bila nizozemščina glavni jezik le 8,8 % prebivalstva.  Najbolj razširjen jezik je bil papiamento, primarni jezik 74,7 % prebivalstva in je priznan s strani vlade.   Španščina je bila glavni jezik 11,8 % ljudi, angleščina primarni jezik 2,8 %, drugi jeziki pa so predstavljali 1,8 % ljudi.  Bonaire je poliglotska družba, kjer se večina prebivalcev Bonairea lahko pogovarja v vsaj dveh jezikih Papiamento, nizozemščini, angleščini in španščini.